# Samuel Kargel
Samuel Kargel (* 21. Juni 1996) ist ein deutscher American-Football-Spieler auf den Positionen der Defensive Line.

## Werdegang
Kargel begann bei einem Auslandsjahr an der Milford Senior High School in Ohio mit dem American Football. Zurück in Deutschland setzte er seine Laufbahn bei den München Rangers fort. Beim Länderturnier 2014 war er zudem Teil der bayerischen Landesjugendauswahl Warriors. In der GFL2-Saison 2015 gab Kargel sein Debüt auf Herrenebene. Er kam in vier Spielen zum Einsatz, verzeichnete zehn Tackles und blockte einen Kick. Anschließend wechselte Kargel innerhalb der Stadtgrenzen und schloss sich den Munich Cowboys an, die ein Team in der GFL stellten. Bereits in seiner ersten Saison in neuen Farben führte er sein Team in Tackles für Raumverlust (8), Sacks (5) und forcierten Fumbles (3) an. In der folgenden Saison konnte er sich weiter steigern, sodass er teamintern weiter die meisten Tackles für Raumverlust (17) und Sacks (11) erzielte.
Zur GFL-Saison 2018 wechselte Kargel zu den New Yorker Lions nach Braunschweig. Mit den Lions gewann er 2018 den Eurobowl XXXII. 2019 verhalf er den Lions als teamintern Führender in Sacks (4) zum Einzug in den German Bowl XLI, den die Braunschweiger in seiner verletzungsbedingten Abwesenheit gewannen. Nach Abschluss der Saison wurde Kargel in das GFL Nord All-Star Team gewählt. Im Januar 2022 wurde Kargel in den erweiterten Kader der deutschen Nationalmannschaft berufen. Im März 2022 nahm Kargel am CFL Combine in Toronto teil. Dabei gelangen ihm unter anderem 22 Wiederholungen im Bankdrücken sowie ein 5,17 Sekunden schneller 40 Yard Dash. Auch in der GFL-Saison 2022 lief er für die Lions auf. In elf Spielen verzeichnete er 29 Tackles, darunter 14 Tackles für Raumverlust und sieben Sacks. Daraufhin wurde er in das GFL All-Star Team gewählt. Im Oktober 2022 gaben die Lions bekannt, dass Kargel nicht mehr zum Team zurückkehren würde.
Am 3. Februar 2022 gab das Franchise Rhein Fire aus der European League of Football (ELF) die Verpflichtung Kargels bekannt.

## Statistiken
| Jahr                   | Team             | Spiele                                | Tackles                               | Tackles                               | Tackles                               | Tackles                               | Tackles                               | Interceptions                         | Interceptions                         | Interceptions                         | Interceptions                         | Fumbles                               | Fumbles                               |
| Jahr                   | Team             | Spiele                                | Solo                                  | Ast                                   | Total                                 | Avg                                   | Sacks                                 | Int                                   | Yds                                   | Avg                                   | TD                                    | FF                                    | FR                                    |
| ---------------------- | ---------------- | ------------------------------------- | ------------------------------------- | ------------------------------------- | ------------------------------------- | ------------------------------------- | ------------------------------------- | ------------------------------------- | ------------------------------------- | ------------------------------------- | ------------------------------------- | ------------------------------------- | ------------------------------------- |
| German Football League |                  |                                       |                                       |                                       |                                       |                                       |                                       |                                       |                                       |                                       |                                       |                                       |                                       |
| 2016                   | Munich Cowboys   | 14                                    | 11                                    | 19                                    | 030                                   | 2,1                                   | 05                                    | 0                                     | 0                                     | 0                                     | 0                                     | 3                                     | 0                                     |
| 2017                   | Munich Cowboys   | 13                                    | 16                                    | 11                                    | 027                                   | 2,1                                   | 11                                    | 0                                     | 0                                     | 0                                     | 0                                     | 0                                     | 0                                     |
| 2018                   | New Yorker Lions | 16                                    | 20                                    | 15                                    | 035                                   | 2,2                                   | 03                                    | 0                                     | 0                                     | 0                                     | 0                                     | 0                                     | 1                                     |
| 2019                   | New Yorker Lions | 16                                    | 17                                    | 09                                    | 026                                   | 1,6                                   | 04                                    | 0                                     | 0                                     | 0                                     | 0                                     | 1                                     | 1                                     |
| 2020                   | New Yorker Lions | Saisonausfall wegen Covid-19-Pandemie | Saisonausfall wegen Covid-19-Pandemie | Saisonausfall wegen Covid-19-Pandemie | Saisonausfall wegen Covid-19-Pandemie | Saisonausfall wegen Covid-19-Pandemie | Saisonausfall wegen Covid-19-Pandemie | Saisonausfall wegen Covid-19-Pandemie | Saisonausfall wegen Covid-19-Pandemie | Saisonausfall wegen Covid-19-Pandemie | Saisonausfall wegen Covid-19-Pandemie | Saisonausfall wegen Covid-19-Pandemie | Saisonausfall wegen Covid-19-Pandemie |
| 2021                   | New Yorker Lions | 11                                    | 07                                    | 07                                    | 014                                   | 1,3                                   | 02                                    | 0                                     | 0                                     | 0                                     | 0                                     | 0                                     | 0                                     |
| 2022                   | New Yorker Lions | 11                                    | 17                                    | 12                                    | 029                                   | 2,6                                   | 07                                    | 0                                     | 0                                     | 0                                     | 0                                     | 0                                     | 0                                     |
| GFL Gesamt             | GFL Gesamt       | 81                                    | 88                                    | 73                                    | 161                                   | 2,0                                   | 32                                    | 0                                     | 0                                     | 0                                     | 0                                     | 4                                     | 2                                     |
| Quelle: stats.gfl.info |                  |                                       |                                       |                                       |                                       |                                       |                                       |                                       |                                       |                                       |                                       |                                       |                                       |

## Privates
Kargel studierte an der Hochschule München Bioingenieurwesen, ehe er sein Studium an der Technischen Universität Braunschweig fortsetzte. An letzterem Standort begann er später ein Masterstudium in Bio- und Chemieingenieurwesen.